# Moira (mythologie)

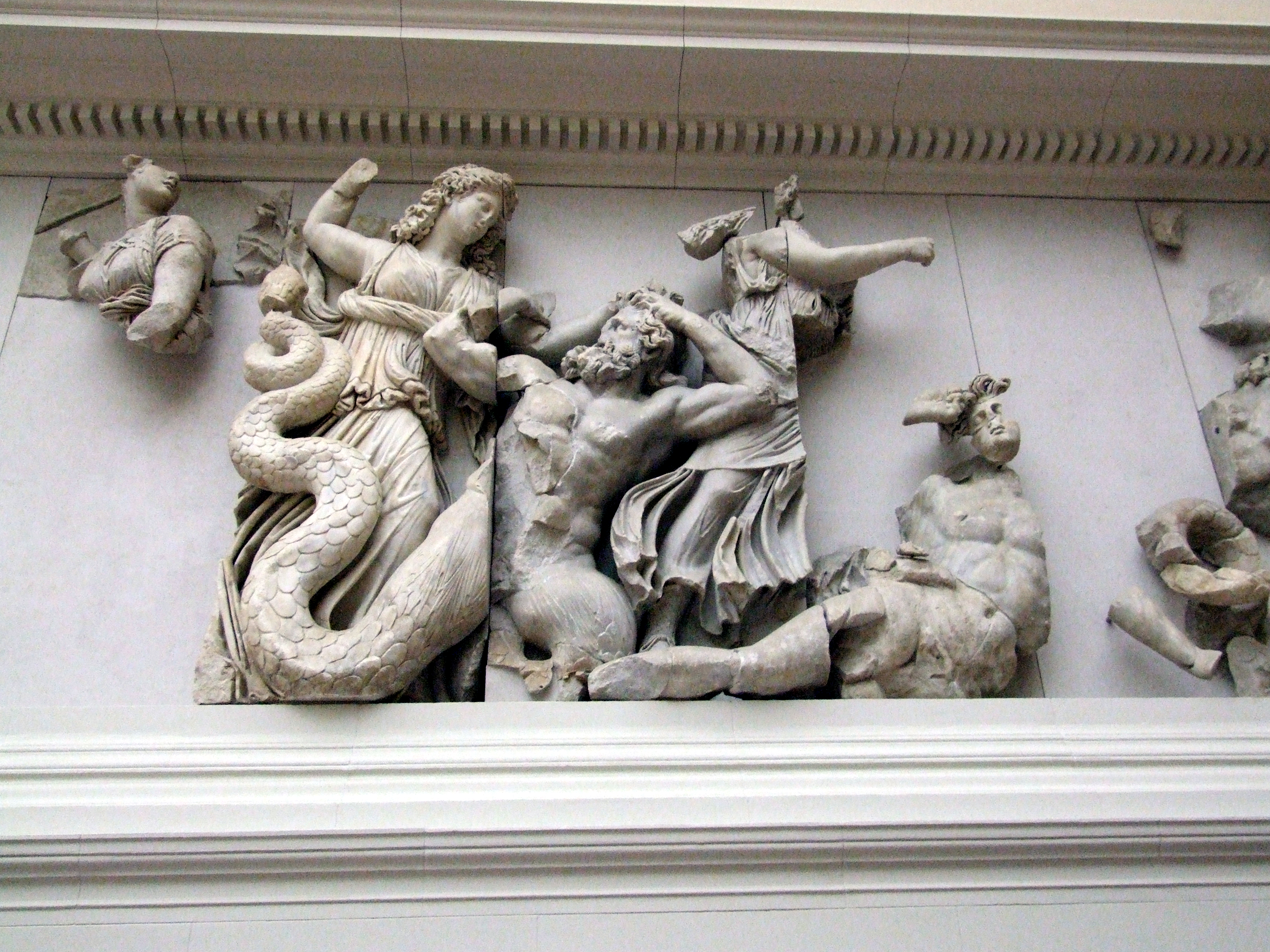
Pergamonmuseum - Pergamonaltaar: de schikgodinnen verslaan de reuzen Agrios en Thoas

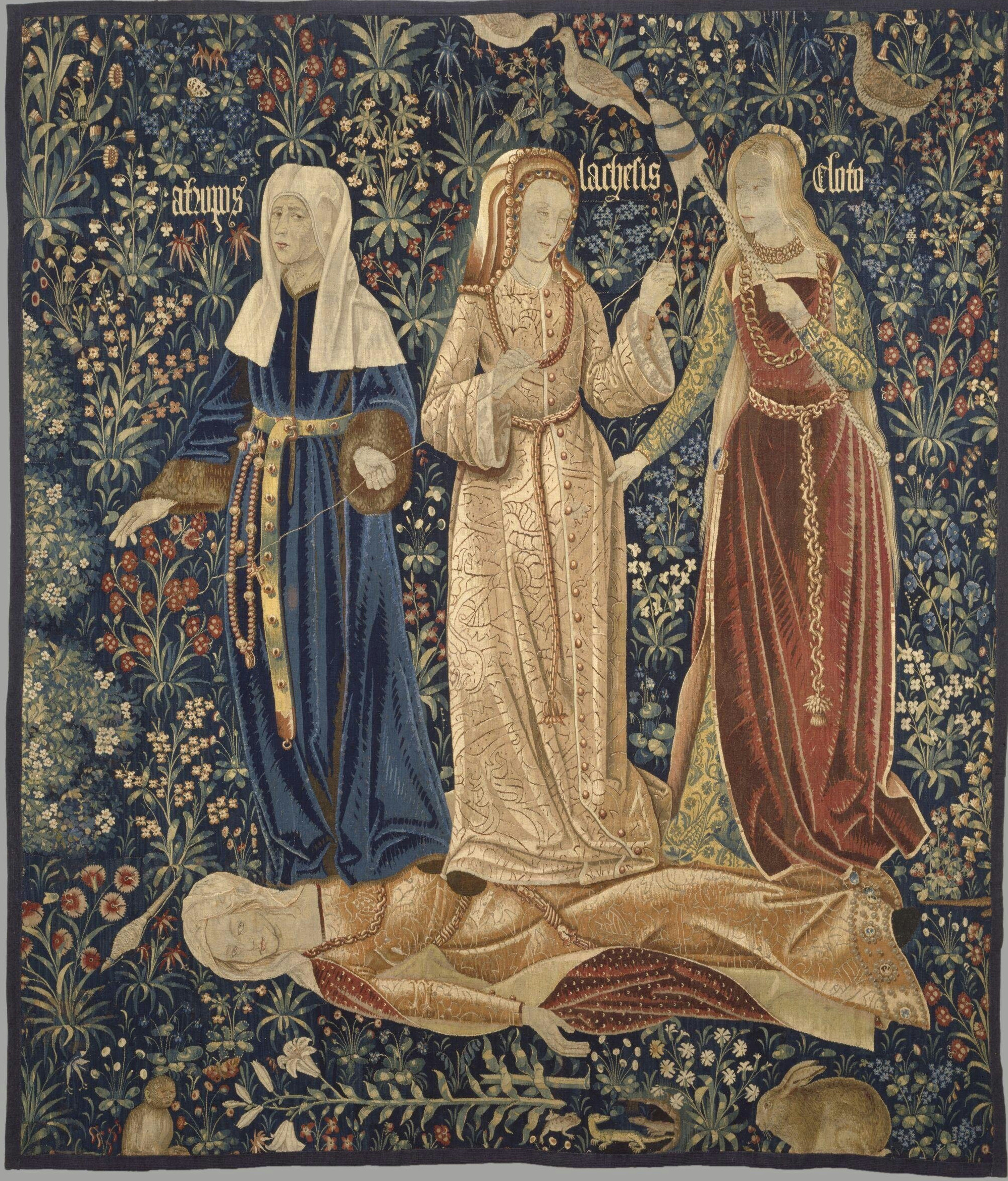
Vlaams tapijt: De overwinning van de Dood, of De drie schikgodinnen, waarschijnlijk uit Brussel, ca. 1510-1520

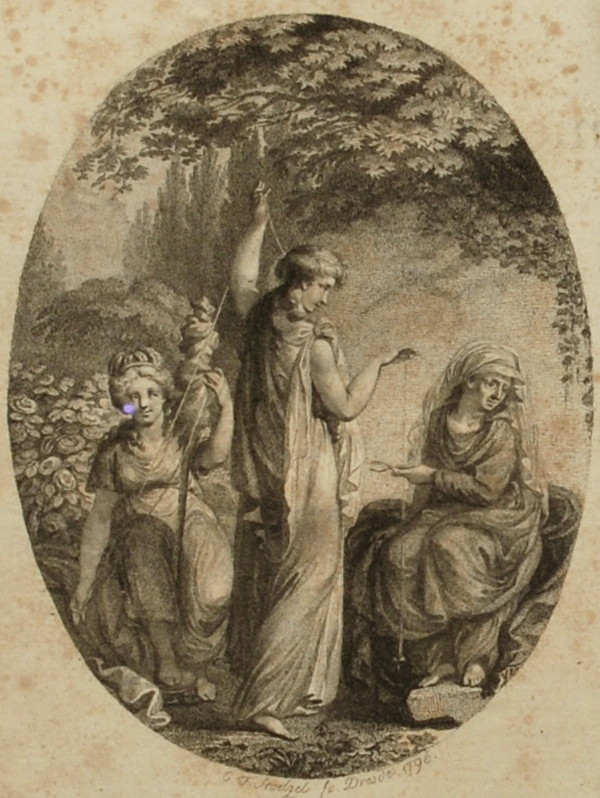
Afbeelding in een boek uit 1797

Moira is het van oorsprong Griekse begrip voor lotsbestemming. Het is oorspronkelijk de schikgodin die in drie deelvormen voorkomt. Het meervoud, de Moirai (ook wel Moerae) in het Grieks, Parcae in het Latijn, Moeren of Moiren in het Nederlands, zijn dan ook deze drie schikgodinnen. De attributen waarmee de godin wordt afgebeeld zijn een wiel en een weegschaal. De Griekse auteur Homerus refereert in zijn werken aan de lotsgodin Moira wanneer hij schrijft dat wat zij vastlegde onherroepelijk was en dat zowel stervelingen als goden er aan gebonden waren.

## Historie
In de oudste mythologie wordt Moira ook gegeven als een bijnaam voor de godin Aphrodite. De schrijver Pausanius geeft in een van zijn stukken een referentie naar een inscriptie in een tempel die voor Aphrodite is opgericht en waarop vermeld staat dat Aphrodite Ourania de oudste van de Moiren is.

## Viering
Moira had haar feestdag in het oude Griekenland op 23 augustus. Op deze dag dienden de Grieken het eigen geweten te onderzoeken en vanuit de bevindingen hun plannen voor de eigen toekomst te maken. Het Etruskische equivalent van de godin heet Athrpa en in de Romeinse mythologie heet de godin Fata of Parca.

## Drievuldige persoonlijkheid
Moira, als verpersoonlijking van de menselijke lotsbestemming, bestaat uit drie godinnen die samen een triade vormen. Als Moirae of Moiren (meervoud van Moira) bestaat ze uit drie verschijningsvormen die samen de levensloop bepalen. De schrijver Hesiodos zegt in de Theogonia dat Moira in haar drie manifestaties afstamt van de godin van de nacht Nyx en de wetsgodin Themis. Genealogisch betekent dit dat de Moiren zusters zijn van de Horen. Net als de Horen worden ze ook wel geassocieerd met Aphrodite en in latere tijden beschouwd als haar priestessen, subgodinnen of verschijningsvormen.

## Vormen
De namen van de afzonderlijke drie vormen van Moira zijn Klotho, Lachesis en Atropos (ook wel Aesa).
- Klotho is de spinster, het woord komt van het Griekse werkwoord "klōthein" wat "spinnen" betekent. Zij spint de levensdraad met haar spindel.
- Lachesis is de godin die toedeelt, het woord komt van het Griekse werkwoord "lanchanein" (verbaalstam "lach-") wat "door het lot verkrijgen" betekent. Ze rolt de gesponnen draad op of houdt hem vast. Dit symboliseert de ontwikkeling en richting van het lot. Om te bepalen wat er met de draad moet gebeuren trekt ze lootjes uit een urn. Haar attributen zijn een lotsstaafje en ook wordt ze wel afgebeeld met een globe en een griffel.
- Atropos is de godin die de levensdraad doorsnijdt, het woord komt van tropos wat draaiend of veranderlijk betekent. Atropos betekent dus "onveranderlijk" of "onvermijdelijk". Atropos snijdt de levensdraad door. Haar attributen zijn een schriftrol of wastafeltje met graveerstift en een zonnewijzer. Het laatste attribuut verwijst naar de functie om het wiel of de zon te laten draaien en zo de schepping gaande te houden. Atropos kan voor een individu het wiel stilzetten. Zij schrijft ook het voorbeschikte lot op.

## Macht
Over de verhouding tussen de oppergod Zeus en de Moiren verschillen de zienswijzen. De meeste bronnen beweren dat ook de almachtige oppergod zich moest schikken naar de bepalingen van de schikgodinnen (waardoor hij onder andere machteloos moest toekijken toen zijn geliefde zoon Sarpedon moest sterven). Doch in andere geschriften (onder meer sommige stukken van de Ilias) staat te lezen dat Zeus zelf de gouden weegschaal omhoog hief en zo het lot van de mensen bepaalde. Slechts eenmaal heeft een god de wil van de Moirae kunnen ontlopen. Apollo misleidde de drie zussen en kreeg het zo voor elkaar dat zijn beste vriend, Admetos, kon blijven leven. Doch die diende hiervoor een zware prijs te betalen. Iemand anders moest namelijk geofferd worden en enkel zijn eigen vrouw, Alkestis, was hiertoe bereid.

## Idee en etymologie
Moira en haar drie vormen geven vorm aan de idee van de godin als schepper, handhaver en vernietiger. De draad is daarbij het symbool voor het leven. Het woord is etymologisch verwant aan het Griekse begrip moros wat lotsbestemming betekent.

## Voornaam
In diverse landen is Moira een voornaam, waaronder sporadisch ook in gebruik in het Nederlandse taalgebied.